# 이브의 사랑 (1987년 드라마)
《이브의 사랑》은 1987년 10월 11일에 MBC TV에서 방영된 베스트셀러극장이다.

## 줄거리
혜영(이혜숙)은 미국에서 전자공학을 공부하는 남편 기호(임채무), 사립대 총장을 지낸 시아버지(박인환)와 시어머니(문미봉), 6세와 5세짜리 남매를 가족으로 둔 가정주부이다. 혜영은 기호가 미국에 가 있는 동안 학창시절에 알고 지냈던 현배(유인촌)와 우연히 재회하여 연민의 정을 나눈다. 그들이 점점 자주 만나기 시작할 무렵, 혜영은 기호의 부름을 받고 미국으로 떠나는데...

## 출연
- 임채무
- 이혜숙
- 유인촌
- 한애경
- 박인환
- 문미봉
- 김호영
- 김혜정
- 김수일
- 한영숙
- 김진구
- 윤석오
- 박인순
- 박상원
- 최명성
- 이영자
- 박성식
- 이상철
- 이문주
- 정소라
- 김경락
- 이정은
- 김은경